# 자바워티피그
자바워티피그(Sus verrucosus)는 멧돼지과에 속하는 작은 우제류의 일종이다. 원래 토착 지역은 인도네시아의 자와섬과 바웨안섬, 마두라섬이지만, 마두라섬에서는 최근에 멸종되었다. 파편화된 티그나무 숲, 해수면과 해발 800m 사이의 높이에서 서식한다.

## 특징
자바워티피그는 몸무게 44~108kg에 몸길이는 90~190cm 정도이다. 몸의 털은 끝 부분은 붉은 빛을 띠고 피부쪽은 노랑 또는 흰색을 띤다. 머리 윗부분부터 등쪽으로 척추를 따라 궁둥이까지 긴 갈기 머리가 길게 이어져 있다.